# سایوکو ائهاشی
سایوکو ائهاشی (انگلیسی: Sayoko Ohashi؛ زاده ۲۰ مهٔ ۱۹۸۵) یک بازیگر اهل ژاپن است.